# Platamops telephanoides
Platamops telephanoides es una especie de coleóptero de la familia Salpingidae.

## Distribución geográfica
Habita en América tropical.